# Lukas Gruntz
Lukas Gruntz (* 25. Januar 1989) ist ein Schweizer Architekt.

## Leben
Sein Studium absolvierte Lukas Gruntz an der Fachhochschule Nordwestschweiz (FHNW) in Muttenz und Basel sowie an der École Nationale Supérieure d’Architecture de Paris-Belleville in Paris.
Er ist Mitglied im Basler Bürgergemeinderat und in der Kommission für Denkmalsubventionen in Basel. Zusammen mit Céline Dietziker führt er ein Architekturbüro in Basel, das 2023 den Foundation Award in der Kategorie «Gebautes Projekt» gewann. 2025 wurden sie für ihre Aufstockung an der Wasserstrasse in Basel mit dem Gestaltungspreis der Wüstenrotstiftung ausgezeichnet.
Gruntz ist Gründer und Redaktor des Onlinemagazins Architektur Basel, wofür er unter anderem Interviews mit bekannten Basler Architekturpersönlichkeiten wie Jacques Herzog, Meinrad Morger, Emanuel Christ, Andreas Bründler und Barbara Buser führte. Er hat verschiedene Artikel und Bücher zu unterschiedlichen Themen der Architektur verfasst.
Als Vorstandsmitglied der Gewona Nord-West engagiert er sich für genossenschaftlichen Wohnungsbau in der Region Basel. 

## Publikationen
- mit Céline Dietziker, Annette Helle: Aalto im Detail. Birkhäuser, 2022, ISBN 978-3-0356-2331-4.
- mit: Céline Dietziker, Luigi Middea: Basler Wohngrundrissquartett. Verlag das Archiv, 2019, ISBN 978-3-906919-06-5.
- Les traits de Bofill à Paris. Verlag das Archiv, 2019, ISBN 978-3-906919-05-8.
- Herausforderung Verdichten im Bestand. Verlag das Archiv, 2018, ISBN 978-3-906919-03-4.

## Artikel
- Nur keine Panik – Stand der Dinge zur KI in der Architekturpraxis. In: Werk, Bauen + Wohnen. Heft 9, 2024.
- Ein Statement der Suffizienz. In: Hochparterre. Heft 1, 17. Januar 2024.
- Zirkuläres Experiment. In: Hochparterre. Heft 3, 2023.
- Feldforschung – Bürogebäude in Allschwil von Herzog & de Meuron. In: Werk, Bauen + Wohnen. Heft 5, 2022.
- Schlicht superelliptisch. In: Hochparterre. Heft 4, 30. April 2022.
- Fusion der Welten. In: Hochparterre. Heft 1, 2. Februar 2022.
- Nachhaltig, weil langlebig. In: Hochparterre. Heft 9, 2021.
- Rot, gut und günstig. In: Hochparterre. Heft 6–7, 2021.
- Bricolage: Bauteilbörse. In: Werk, Bauen + Wohnen. Heft 5, 2021.
- An der Brandwand. In: Hochparterre. Heft 4, 7. April 2021.
- Konkaver Klinker. In: Hochparterre. Heft 3, 25. Februar 2021.
- Grüner Polygon im Hinterhof. In: Hochparterre. Heft 9, 1. Oktober 2020.
- Effizienz und Enfilade. In: Werk, Bauen + Wohnen. Heft 6, 2019.